# یواس‌اس ان-۲ (اس‌اس-۵۴)
یواس‌اس ان-۲ (اس‌اس-۵۴) (به انگلیسی: USS N-2 (SS-54)) یک زیردریایی بود که طول آن ۱۴۷ فوت ۳ اینچ (۴۴٫۸۸ متر) بود. این زیردریایی در سال ۱۹۱۷ ساخته شد.